# Plagithmysus kahului
Plagithmysus kahului är en skalbaggsart som beskrevs av Gordon Allan Samuelson 2006. Plagithmysus kahului ingår i släktet Plagithmysus och familjen långhorningar. Inga underarter finns listade i Catalogue of Life.